# میرییوو
میرییوو (به صربی: Mirijevo) یک منطقهٔ مسکونی در صربستان است که در Belgrade District واقع شده‌است. میرییوو ۴۱٬۴۰۷ نفر جمعیت دارد.